# Malenie (województwo mazowieckie)
Malenie – wieś w Polsce położona w województwie mazowieckim, w powiecie płockim, w gminie Bulkowo.
Wieś prywatna Królestwa Kongresowego, położona była w 1827 roku w powiecie płockim, obwodzie płockim województwa płockiego. W latach 1975–1998 miejscowość administracyjnie należała do województwa płockiego.